# Orifizio esterno dell'utero
Nell'anatomia femminile, l'orifizio esterno dell'utero è la porzione inferiore del mezzo di comunicazione tra il corpo dell'utero e la vagina, continuata superiormente con il canale della cervice e l'orifizio interno dell'utero.

## Anatomia
Si tratta della piccola parte dell'utero che si apre verso la vagina; mentre in età infantile l'orifizio appare circolare, nella donna pluripara è una fessura con due piccoli bordi.